# Ускршње острво
Ускршње острво, (шп. Isla de Pascua; рапа нуи: Rapa Nui, превод: „Велики Рапа“) јесте острво и специјална територија Чилеа. Представља једно од најизолованијих насељених места на свету. Релативно је мале величине, око 165 km², удаљено је 3.200 km од најближег континенталног копна (Јужна Америка) и 2.074 km од најближег насељеног места (острва Питкерн). Идилична слика острва коју гледамо данас сушта је супротност онога што се дешавало у протеклих 1.500 година. Иако због саме величине острва прича о Ускршњем острву површински делује неважно, она може бити суморно упозорење остатку света.
Холандски адмирал Јакоб Рогевен био је први човек који је посетио острво и то на Ускрс 1722. године, па одатле и потиче назив Ускршње острво. Тамо је затекао примитивно друштво са негде око 2.000 домородаца, захваћено тоталним хаосом, ратом али и канибализмом услед недостатка хране. Током следеће посете Европљана 1770. године, Шпанци су извршили анексију острва, али је оно било толико удаљено, ретко насељено и оскудно ресурсима да формална колонијална окупација никада није остварена. Било је још неколико кратких посета острву крајем осамнаестог века, укључујући и ону капетана Кука 1774. године. Почетком деветнаестог века један амерички брод одвео је 22 становника на острво Масафуера недалеко од обале Чилеа како би радили као робови. Од тада, популација је наставила да опада, као и услови живота на острву. Године 1877. Перуанци су поробили скоро целу популацију острва, оставивши само око 110 старих и деце. Након свега острво преузимају Чилеанци и претварају га у огромни ранч за 40.000 оваца, а преостало становништво остаје ограничено на једно мало село. Оно што је и поред прљавштине и варваризма запањило и заинтригирало прве европске посетиоце јесу докази о некада напредном и успешном друштву. Расутих преко целог острва било је преко 870 масивних камених статуа (Моаиа), просечне висине преко 6 метара.

## Историја Ускршњег острва
Острво је 5. априла 1722. године открио холандски морепловац Јакоб Рогевен. Како је био Ускрс, острво је названо „Ускршње“. Све до 1888. године острво није припадао никоме, а онда је припојен Чилеу као најближој држави. Доласком туриста острво је опет попримило стари назив „Рапа Нуи“. Најстарији назив острва је Пито о Те Нехуна што значи „Пупак Земље“, у последње време је све загонетнији. Не може се са сигурношћу рећи да ли је Ускршње острво најусамљеније место на Земљи, јер удаљеност од Чилеа износи нешто више од 3600 km а од Тахитија, најисточнијег острва Полинезије, Рапа Нуи је удаљен око 5000 km. Ускршње острво је опремљено аеродромом великих капацитета. Наиме кад су стручњаци Насе схватили да је Ускршње острво тачно на путањи њихових свемирских летелица, на том острву су направили једну од најдужих слетно-узлетних стаза на свету.
Колонизација Ускршњег острва спада у последњу фазу насељавања људи широм света. Први људи на Ускршње острво стигли су средином 5. века, у периоду у ком је Римско царство у западној Европи било пред распадом, Кина је била у хаосу услед пада династије Хан, у Индији је дошао крај Гупта царству, а Теотихукан је био најдоминантнији град средње Америке. Ти први људи били су Полинежани, група народа која је заслужна за процес истраживања и насељавања широких пространстава Тихог океана. Полинежани потичу из југоисточне Азије и сматра се да су Тонгу и Самоу населили већ 1000. године пре нове ере.
Идући даље ка истоку, око 300. године н.е. насељавају Маркиска острва, а одатле крећући се ка југоистоку у 5. веку стижу и до Ускршњег острва. Након насељавања скоро свих острва Пацифика, Полинежани су били најраспрострањенији народ на планети, обухватајући простор од Хаваја на северу до Новог Зеланда на југозападу и Ускршњег острва на југоистоку. Тај простор назива се Полинезијски троугао и два пута је већи од континенталног дела данашњих САД. Своја дуга путовања обављали су помоћу двоструких кануа, спојених централном платформом која је служила за транспорт и склониште путника, биљака, животиња и хране. Та путовања нису била случајна и она представљају значајне успехе у пловидби и поморству с обзиром да су преовлађујуће струје и ветрови супротног смера од оног којим је текла колонизација.
Када су први људи открили Ускршње острво, затекли су свет са мало ресурса. Иако је острво вулканско, сва три вулкана на острву била су неактивна најмање 400 година пре њиховог доласка. Дочекала их је умерена клима и углавном уједначена топографија са мањком дубоких долина. Вулканско порекло омогућило је плодност земљишта, али геологија острва и његова ниска надморска висина ограничавале су залихе свеже воде. Није било површинских токова, а једини извор свеже воде била су језера унутар кратера угашених вулкана. Због своје удаљености, острво је било станиште за мали број биљних и животињских врста. Било је присутно 30 домаћих врста биљака, око 30 врста птица, пар врста инсеката и две врсте малих гуштера. Сисари нису били присутни, а воде око острва садржале су само неколико врста риба. Са доласком човека, дошло је и до интродуковања нових биљних и животињских врста. Полинежани су на својим родним острвима зависили од релативно малог броја биљака и животиња. Једине припитомљене животиње биле су кокошке, свиње, пси и полинезијски пацов, док су главне биљне врсте биле хлебно дрво, тропске биљке таро и јам, банана, кокос и индијски кромпир. Досељеници су са собом од животињских врста донели само кокошке и пацове, а убрзо су схватили да клима није одговарала суптропским врстама као што су хлебно дрво и кокосова палма, док су две основне врсте у њиховој исхрани (таро и јам) једва опстајале. Стога се њихова исхрана састојала углавном од индијског кромпира и кокошијег меса. Једина предност те монотоне (али ипак нутритивно адекватне) исхране била је та што се кромпир са лакоћом узгајао и остављао је доста времена за друге активности.
И даље је непознато колико је првобитних досељеника било, али се процењује да тај број варира између двадесет и тридесет људи. Како је популација острва расла, усвајале су се и форме социјалне организације сличне онима у остатку Полинезије. Основна социјална јединица била је проширена породица. Земља је била у заједничком власништву и заједно се обрађивала. Блиско повезана домаћинства образовала су кланове, од којих је сваки имао сопствени центар за религиозне и церемонијалне активности. Сваким кланом управљао је старешина који је био задужен да организује и диктира активности, као и да буде централна фигура у расподели хране и других битних потрепштина. Управо је овај вид организације друштва и борби (вероватно и конфликата) између кланова довео до највећих достигнућа цивилизације Ускршњег острва, а на крају и до њеног колапса.
Насеља су била распрострањена по целом острву, а најчешћи вид организације биле су мале групе колиба са усевима на простору између њих. 

Друштвене активности одигравале су се око одвојеног церемонијалног центра који је коришћен већим делом године. Главни споменици биле су велике камене платформе под називом аху, сличне онима у осталим деловима Полинезије. Те платформе користиле су се за сахране, обожавање предака и комеморацију преминулих вођа. Оно што је Ускршње острво чинило другачијим од осталих јесте чињеница да обрада усева није захтевала превише времена 
и напора, па су због тога имали доста слободног времена за церемонијалне активности. Резултат тога је креација најразвијенијег од свих полинежанских друштава, али и једно од најкомплексннјих на свету, узимајући у обзир ограничену количину ресурса. Острвљани су придавали велики значај одржавању сложених ритуала и изградњи споменика. Неке од церемонија подразумевале су и рецитације текстова из јединог познатог облика писања у Полинезији званог „ронгоронго”. Један сет комплексних ритуала везаних за култ човека птице одржавао се у Оронгу, насељу састављеном од 47 специјалних камених кућа и бројних платформи. Оронго се налази на југозападном крају острва, са једне стране на ивици кратера вулкана Рано Кау, а са друге на 250 m високој литици. Главни центри церемонијалних активности били су аху. Преко 300 ових платформи изграђено је на острву, углавном близу обале. Ниво интелектуалног достигнућа барем једног дела друштва Ускршњег острва може се закључити на основу чињенице да је велики број ахуа имао прецизна астрономска поравнања, углавном према зимској краткодневици и равнодневици. На њима су подизали између једног и петнаест огромних споменика (моаи) који и данас опстају као подсетник на уништено друштво Ускршњег острва. Скоро сви (95%) моаи изрезбарени су од препознатљивог, збијеног вулканског туфа који се налазио на само једном месту на целом острву - унутар кратера угашеног вулкана Рано Рараку. При њиховој изради острвљани су користили само базалтна камена длета која се још увек могу наћи широм каменолома. Иако их често називају „главе са Ускршњег острва”, статуе представљају стилизоване торзое мушкараца. Израда и транспорт 887 статуа колико их је забележено до данас, захтевала је огромне креативне и физичке напоре. Највиши моаи, назван Паро, достиже висину од 10 m и тежи преко 75 t. Један незавршени моаи, дугачак је 21 m и процењује се да би по завршетку тежио око 270 t. На врх главе постављао се „шешир” од црвеног камена тежине и до 10 тона, који се доносио из каменолома на супротној страни острва. Израда статуа није представљала тежак задатак, али је захтевала доста времена. Највећи проблем представљао је транспорт статуа од каменолома до ахуа који су се често налазили на удаљености већој од 15 km.

## Откривање острва
Почетком 18. века људска машта је непознатом „Јужном континенту” приписивала разноврсна блага и чудеса, а у потрагу за непознатим дао се и холандски адмирал Јакоб Рогевен, који је крстарио са својом посадом беспућима Тихог океана. Око 27° јужне паралеле, 3.600 км западно од најближе обале Јужне Америке, 2.700 км источно од најближег полинезијског острва, Пепете, случајно су угледали мало усамљено острво. Усред те водене пустиње, уздизао се пред њима попут огромне пирамиде. Кроз дурбин су на обали угледали гигантске зидине, изнад којих су стајале главе некаквих дивова с огромним кацигама. Мислећи да су то војничка утврђења неких киклопских створења, Рогевен је предузео све мере опреза и сутрадан ујутру се искрцао са својом посадом. Ту су их дочекала нова изненађења. Међу огромним каменим терасама које су се окомито спуштале у море, изнад којих су, попут камених чувара, стајале гигантске статуе с огромним црвеним кацигама, угледали су људе нормалног раста. Видели су како при излазећем сунцу у неком церемонијалном положају пале ватре испред статуа. Предео око побожних урођеника и камених ликова састојао се од уређених плантажа кромпира и банана. Изнад њих су се уздизали зелени обронци угашених вулкана, чији су мртви кратери давали једину питку воду на острву. Рогевен о том сусрету овако пише: Силно смо се зачудили угледавши оне статуе. Нисмо могли да схватимо како је било могуће да су људи без конопца и без скела могли да такве статуе усправе. 
Захваљујући једном од његових војника, Карлу Ф. Бехренсу, који је касније објавио чак две књиге о својим доживљајима на Пацифику, имамо прва сведочанства о старој острвској култури која до данас слови за највећу загонетку етнологије. Према његовом опису, острвљани су били светлопути, живахни и пријатни људи, нимало ратоборни, више бојажљиви. Како и не би били бојажљиви, закључује Бехренс, кад је Рогевен, уплашен њиховим великим занимањем за дошљаке и бројношћу, наредио војсци да пуцају према њима не би ли их растерао. Острвљани пак, пише даље Бехренс, уопште нису имали оружја јер они су се сасвим поуздали у своје идоле или кумире
Најзанимљивији део његове књиге Путовање кроз јужне земље и око света је поглавље које говори о тим „кумирима”: Било их је врло много усправљених на обали. Људи су пред њима падали на колена и молили им се. Те статуе су биле исклесане од камена и имале су облик човека дугих ушију, с круном на глави. Све је било израђено врло уметнички, чему смо се веома чудили. Камене статуе острвљани су називали Аху и Моаи, а шта представљају, када су и зашто настале, то нису знали или нису хтели да им објасне.
Бехренсове и Рогевенове доживљаје чини додатно занимљивим чињеница да су независно један од другог записали како су видели и „брадате дивове” с којима нису успели да ступе у додир. Након што су обишли острво и установили како нема ни стратешке ни економске важности, што је за Рогевенову мисију било једино важно, уцртао га је у своју карту и отпловио. Будући да су се на острво искрцали на сам Ускрс 1722. г., Рогевен му је дао данашњи назив „Ускршње острво”. Међутим, како том открићу, осим Бехренса, нико није придавао посебну важност, острво је до даљњег остало заштићено у својој осами.

## Моаи
Моаи статуе су направљене од монолитног камења, вулканске седре, и исклесане на ободу вулкана Рано Рараку, где их има највише, близу 400 у низу. Стотине њих је транспортовано одатле и постављено на камене платформе дуж обода острва. Нешто мање од 100 статуа остало је недовршено (што указује на то да је каменолом изненада морао да буде напуштен), око 300 њих је положено на тлу, а остале су поређане по путевима дуж острва. Статуе су изгледом веома сличне, али су различитих димензија – већина их је висине до 3,5 метара, а највиша од њих висока је 21 метар. Масе највећих статуa премашују и сто тона. Готово све имају веома велике главе, које чине три петине њихових тела и којима је посвећивана највећа пажња при изради. Наиме, ти кипови представљају праве стилизоване људске главе – чела су им испупчена, у удубљењима за очи усађени су исполирани комади корала, нос је дугачак, а образи глатки. Статуе су још стајале кад су први Европљани пристигли на острво, али је већина срушена током каснијих конфликта између кланова. 
За моаи статуе везане су многе мистерије и непознанице. Датирају из времена између 1000. и 1600. године, али најприхваћеније мишљење је да су их пре отприлике 500 година исклесали становници полинезијских острва. Вероватно су направљени као камени симболи који представљају претке или важне живе личности. С обзиром на карактеристике моаија, готово је незамисливо да је људска снага била довољна за израду, транспорт по острву и постављање тих статуа, јер је за израду сваке од њих било потребно неколико година, а њихов пренос до одређеног места би био веома тежак посао, имајући у виду њихове димензије и масу. Неке од њих су чак имале и велики шешир, назван пукао, од црвеног камена, такође вулканског порекла, који је био тежак око 10 тона. Из тог разлога, поједини археолози верују да је за израду и транспорт моаи статуа примењена импресивна технологија ванземаљског порекла, иако је последњих година доказано да су становници острва могли да преносе велике тежине уз помоћ разрађеног система кладе и конопца. Упркос многим истраживањима, моаи статуе остају обавијене велом тајне. Ни данас се са сигурношћу не зна како су направљене и пренесене те огромне скулптуре.

## Култура израде моаи
Данас је острво поприлично пусто, са биљем које ретко формира чак и ниско растиње или вишу траву. Раније, острво је било шумовито, те је основна претпоставка да су домороци искористили све шуме на острву како би израдили кипове. Археолошка истраживања показују да су за израду кипова кориштени дрвени калупи, те да су се доносили на тренутне локације помоћу дрвених оквира за време обреда (Рапануиска се традиција метафорички односила на духовну снагу). Још једна чињеница је да су климатски услови за време мањег леденог доба (од око 1650. до 1850) вероватно још допринели нестајању шума на острву, као и другим променама.

## Моаи данас
Данас је стручно прихваћено да моајиа има више од хиљаду, а старост им се процењује између 400 и 1.000 година. Све статуе су израђене из црвенкасто-тамносмеђег вулканске земље. Моаи су изгледом врло слични, али су различитих димензија. Просечна висина тих камених дивова у просеку досеже пет метара, али има их много виших чија висина досеже и 20 (m). Маса неких премашује и 100 тона. Само шешир неких моаија тежи и до 10 тона. Посебно је занимљиво питање како су становници Рапа Нуија транспортовали и усправљали моајие у време док на оству није било механизације. Највише кипова има око вулканских кратера – око кратера Рана Као тј. на падинама вулкана Рано Раваку или подно највишег вулканског врха на острву Тера Вака. Сваки од њих одушевљава и збуњује како туристе тако и археологе, етнологе и историчаре. Намећу се многа питања за која до данас нема одговора.

## Острво данас
Једна од контроверзних чињеница око становника острва јесте поријекло моаи кипова. Многи европски посјетиоци нису могли прихватити чињеницу да су кипове изградили Полинежани (често сматрани „обичним дивљацима”). 1960-их, Ерих фон Деникен објавио је теорију да су бића са других планета, која су некако завршила на острву, изградила кипове са ултрамодерним алатом. Њихово непостојање данас објашњава другом теоријом о томе како су у међувремену спашени.
Рапа Нуи заправо није првобитно име острва; сковали су га досељени радници из Рапе у Бассовом архипелагу, којима је био налик на њихово завичајно острво. Рапанујанско име за Рапа Нуи било је Те пито о те хенуа због своје изолације, али, изгледа да и то вероватно произлази са друге локације. Друго домородачко име за острво је Мата ки те ранги („Очи које гледају небо”).
Недавна догађања показују велики пораст туризма на острву; попраћен великим бројем људи европског поријекла из Чилеа, који пријете нарушавању полинезијског поријекла острва. Препирке на копну створиле су политичке напетости од 80-их година 20. века, где се дио домородаца Рапа нуи противи приватном власништву у корист традиционалног власништва заједнице.
Међународни аеродром Матавери једини је на острву са пистом дугом 2903 м процењена је и као алтернативна слетна писта свемирског програма Сједињених Америчких Држава у случају несреће или хитног случаја.

## Екологија
Заједно са својим најближим суседом, ситним острвцем Сала-y-Гомез 400 км источније, Ускршње острво еколози сматрају одвојеном екорегијом, званом Рапа Нуи подтропске великолисне шуме. Мало кише на острву је допринело уништавању шума. Првобитне тропске шуме на острву више не постоје, али палеонтолошка истраживања фосила и остатака, који су остали испод слојева где је текла магма указују на чињеницу да је острво пре било пошумљено дрвећем, травама, шикарама и папратима. Велика палма (која је у роду са Чилеанском винском палмом) Јубаеа цхиленсис, била је једно од доминантних дрвећа на острву, заједно са торомиро дрветом (Сопхора торомиро). Палма је до данас истријебљена као и торомиро (али само у природи), тако да данас цело острво већином прекривају травната подручја (ливаде). Ипак, групе научника и еколога из Краљевских ботаничких вртова у Кеву и Гетеборшких ботаничких вртова труде се поново пошумити торомиро по острву.

## Контакт с Европом
Када су први Европљани у 17. веку посетили острво затекли су само шачицу изолованих стабала на дну најдубљег вулканског кратера Рано Као. Скорашња истраживања показала су да је у време насељавања Ускршње острво било прекривено густом вегетацијом укључујући и простране шуме. Са порастом популације дрвеће се секло ради огрева, конструкционог материјала, стварања пољопривредних површина, изградњу чамаца итд. Највећа потрошња била је ради транспорта великог броја статуа до церемонијалних места широм острва. Једини начин на који је то могло да се уради јесте гурањем и клизањем статуа преко на земљи поређаних стабала. Узимајући у обзир растојања између каменолома и ахуа и ривалство међу клановима, тај посао захтевао је огромне количине дрвета. Као резултат тога, до 1600. године острво је потпуно огољено, а изградња и подизање статуа потпуно је обустављено остављајући велики број моаиа на самом каменолому.
Дефорестација острва није утицала само на сложени друштвени и церемонијални живот, него и на свакодневни живот целокупне популације. Од 1500. године, недостатак дрвета натерао је многе становнике острва да напусте живот у дрвеним кућама и преселе се у пећине, а век касније услед потпуног нестанка, сви су морали да користе материјале који су им преостали. Били су ограничени на камена склоништа укопана у брда или климаве кућице од трске која је расла на ивицама језера. Нису више могли да праве кануе, већ само чамце од трске који нису били адекватни за дужа путовања. Риболов је такође био отежан јер су мреже правили од дрвета које више није постојало. Уклањање шумског покривача имало је велики утицај на земљиште које је већ било осиромашено неопходним компонентама услед дуготрајног обрађивања. Огољеност је довела до ерозије и до додатног одношења есенцијалних нутријената, а самим тим и до смањења приноса усева.

## Клима
Тропска. Период суше траје од јуна до октобра. Просечна температура у јануару износи 25 °C, а у јулу 19 °C.

## Култура
види:
- Култура Ускршњих острва
- Аху
- скулптуре Моаи
- Рапа Нуи језик
- писмо Ронгоронго

Захваљујући скулптурама моаи острво је постало познато у свету. Знамо где су скулптуре настале. Настале су у ломовима кратера Рано Раку где лежи још једна незавршена скулптура. Укупно их је 300 али их је далеко више на лому или на путу до висоравни аху на којим је требало да буду постављене и које су служиле као нека врста храмова односно састајалишта. Већина скулптура је висине до 3,5 метара, али их има и 12 метара висине.
Осим неуобичајеног облика - немају ноге, а тело је само назначено, највећи рад се посвећивао глави. На неким скулптурама се види шешир али изгледа ипак да се ту ради о некој врсти фризуре која је ту представљена.

## Историја по вековима

### V-VIII век нове ере:
На острво стижу први насељеници. Генетске анализе зуба и митохондријалне ДНК показују да су ови људи стигли са Маркеских острва у Француској Полинезији, удаљених од Ускршњег острва 4.185 километара ка западу. Најстарија острвска статуа потиче из 5. века нове ере и невероватно је слична Тики статуама са Маркеских острва.

### IX-XI век нове ере:
Рађање цивилизације Рапа Нуи. Сваки клан покушава да направи највећи и најбољи Моаи - гигантску скулптуру која представља њихове претке. Бавили су се риболовом, пољопривредом и гајењем живине.

### XII-XVI век нове ере:
Врхунац Моаи религије. Рапа Нуи су своје џиновске скулптуре транспортовали помоћу дрвених облица, направљених од стабала дрвећа.

### XVI век:
Сиромаштво морских ресурса, натерало је људе да готово потпуно исцрпе земљиште. Превише стабала је посечено да би се транспортовале скулптуре. Људи су изгубили веру у претке и Моаи религија је напуштена. Међусобно зараћени кланови се боре за превласт над ограниченим острвским ресурсима хране, а канибализам постаје свакодневна појава.

### XVII-XVIII век:
Религија Човека - Птице се уздиже на време да спречи појаву потпуне анархије на острву. Петроглифи показују да је шампион такмичења Човека - Птице био изузетно поштован и обожаван.

### XVIII-XIX век:
Почетком XVIII века Ускршње острво је још увек било егзотични рајски кутак. Обале острва биле су прекривене шумама, а његови становници бавили су се пољопривредом и гајењем воћа. Тако је изгледало острво 1722. када га је открио адмирал Рогевен. Енглески и француски истраживачи, који су на острво стигли крајем века, затекли су сасвим другачије прилике. Њих су дочекале опустеле њиве и посечено дрвеће, а чувене статуе биле су порушене. Од становништва, чији је број некада износио између десет и петнаест хиљада, остало је само хиљаду. Недостатак хране услед пренасељености и ерозије као и немогућности да се напусти острво због недостатка дрвног материјала за градњу чамаца, довели су до братоубилачких ратова. Припадници противничких племена, дугоухи и краткоухи, постали су канибали. Срушили су статуе, верујући да на тај начин лишавају своје противнике подршке предака и магијских моћи (мана). Касније порушене статуе постале су симбол пропасти острва. Током XIX века овде су стигли ловци на китове и трговци робљем, који су са собом одводили мештане. Када су 1864. на Ускршње острво стигли мисионари са Тихитија, затекли су само сто једанаест становника. Ускршње острво данас је део Чилеанске државе и има више од 3.800 житеља, од којих четвртина чине Чилеанци.
- Вегетација на острву
- Поглед на Ускршњем острву из свемира, 2001. Поике полуострво је на десној страни.
- Природа Ускршњег острва
- Погледај ка унутрашњости острва
- Поглед на Рано Кау и Пацифик Ocean